# Nixa
Nixa – miasto w Stanach Zjednoczonych, w stanie Missouri, w hrabstwie Christian.